# Premi Ramon Llull
De Premi Ramon Llull (Catalaans, voluit: Premi de les Lletres Catalanes Ramon Llull) is een Catalaanse literatuurprijs.

## Beschrijving
De Premi Ramon Llull is ingesteld door de in Barcelona gevestigde uitgeverij Editorial Planeta. De prijs, die in 1980 voor het eerst werd toegekend, op initiatief van de uitgever Josep Manuel Lara i Bosch (1946–2015), wordt jaarlijks verleend aan een auteur van een ongepubliceerde en in het Catalaans geschreven roman. Hij is genoemd naar de in Palma de Mallorca geboren dertiende-eeuwse geleerde en geestelijke Ramon Llull, die als de eerste Catalaanse schrijver wordt beschouwd. Van 2007 tot 2009 werd hij in samenwerking met de regering van Andorra georganiseerd, van 2009 tot 2012 met de stichting Fundació Ramon Llull.
Aan de Premi Ramon Llull is een geldbedrag van 90.000 euro verbonden. De prijs wordt ieder jaar in februari uitgereikt.

## Winnaars
| Jaar | Winnaar                  | Boek                                       |
| ---- | ------------------------ | ------------------------------------------ |
| 1981 | Joan Perucho             | Les aventures del cavaller Kosmas          |
| 1982 | Ramon Folch i Camarasa   | Sala de miralls                            |
| 1983 | Pere Gimferrer           | Fortuny                                    |
| 1984 | Ignasi Riera             | El rellotge del pont d´Esplugues           |
| 1985 | Miquel Ferrá i Martorell | El misteri del Cant Z-506                  |
| 1986 | Olga Xirinacs            | Zona marítima                              |
| 1987 | Valentí Puig             | Somni Delta                                |
| 1988 | Pau Faner                | Moro de rei                                |
| 1989 | Carme Riera i Guilera    | Joc de miralls                             |
| 1990 | Sebastià Serrano         | Elogi de la passió pura                    |
| 1991 | Luis Romero              | Castell de cartes                          |
| 1992 | Terenci Moix             | El sexe dels àngels                        |
| 1993 | Jaume Fuster             | El jardí de les Palmeres                   |
| 1994 | Nèstor Luján             | La Rambla fa baixada                       |
| 1995 | Albert Manent i Segimon  | Marià Manent, biografia íntima i literària |
| 1996 | Josep Maria Ballarín     | Santa Maria, pa cada dia                   |
| 1997 | Joan Corbella            | D´avui a demà                              |
| 1998 | Joan Barril              | Parada obligat=ria                         |
| 1999 | Maria de la Pau Janer    | Lola                                       |
| 2000 | Maria Mercè Roca         | Delictes d´amor                            |
| 2001 | Baltasar Porcel          | L'emperador o L'ull del vent               |
| 2002 | Marius Carol             | Las seduccions de Julia                    |
| 2003 | Gemma Lienas             | El final del joc                           |
| 2004 | Alfred Bosch             | Les set aromes del mon                     |
| 2005 | Lluís-Anton Baulenas     | Per un sac d'ossos                         |
| 2006 | Marius Serra             | Farsa                                      |
| 2007 | Gabriel Janer Manila     | Tigres                                     |
| 2008 | Najat El Hachmi          | L'últim patriarca                          |
| 2009 | Carles Casajuana         | L'últim home que parlava català            |
| 2010 | Vicenç Villatoro         | Tenim un nom                               |
| 2011 | Núria Amat               | Amor i guerra                              |
| 2012 | Imma Monsó i Fornell     | La dona veloç                              |
| 2013 | Sílvia Soler             | L'estiu que comença                        |
| 2012 | Imma Monsó i Fornell     | La dona veloç                              |
| 2013 | Sílvia Soler             | L'estiu que comença                        |
| 2014 | Care Santos              | Desig de xocolata                          |
| 2015 | Xavier Bosch i Sancho    | Algú com tu                                |